# 村上あかね (声優)
村上 あかね（むらかみ あかね、1月17日生）は、日本の女性声優。以前は賢プロダクションに所属していた。東京都出身。

## 出演
太字はメインキャラクター。

### 吹き替え
- アンルーリー/復讐の街
- ER XIV 緊急救命室 #12（パベリッシ〈ジュディス・ベネズラ〉）
- イヴのすべて
- WITHOUT A TRACE/FBI 失踪者を追え!
- 奥さまは魔女
- オジー&ドッグス
- 案山子男（ジュディ・パターソン〈ティファニー・シェピス〉）
- 風と共に去りぬ（ピティパットおばさん）※PDDVD版
- きみに読む物語
- CSI:マイアミ
- シティ・オブ・ゴッド
- スーパーナチュラル
- スキャンダル
- スパイダー・キングダム（ステイシー）
- スリー・トゥ・タンゴ
- ダークブレイド
- タイタンズ〜欲望のラプソディ
- タッチング・イーブル〜闇を追う捜査官〜
- 旅するジーンズと16歳の夏
- ティーン・タイタンズ（魔女）
- ライオン・キングのティモンとプンバァ
- トリコロールに燃えて
- トロイ
- トロールズ☆（オニキス）
- ネバーエンディング・ストーリー 遥かなる冒険
- バフィー 〜恋する十字架〜
- ビーン
- 火の鳥
- プリズン・ブレイク（フェリシア・ラング）
- マイ・ボディガード
- マウンテン・ウォーズ/ホライズン高校物語（キャサリン・アン・カボット）
- ステップ!ステップ!ステップ!
- ミリオンダラー・ベイビー
- 麦の穂をゆらす風（リリー）
- めぐり逢う大地
- メントーズ 世界の偉人たちからのメッセージ
- モンスーン・ウェディング
- ヤァヤァ・シスターズの聖なる秘密
- ラグラッツ・ザ・ティーンズ
- 猟奇的な彼女

### テレビアニメ
- いぬかみっ!
- 爆丸バトルブローラーズ（美咲早紀、刺客）
- 焼きたて!!ジャぱん

### ボイスオーバー
- H2Oバキューム
- 巨大金鉱のタフガイ
- グリズリーマン
- TVのチカラ
- マーサ・スチュワート
- レーガン暗殺

### ゲーム
- ヘイロー2
- 喧嘩上等!ヤンキー番長